# Raul Allegre
(en) Statistiques sur pro-football-reference
Raúl Enrique Allegre Rodríguez (né le 15 juin 1959 à Torreón dans l'état du Coahuila au Mexique) est un mexicain, joueur professionnel de football américain ayant évolué pendant sept saisons au poste de kicker dans la National Football League (NFL).
Engagé en tant que joueur "non drafté" par la franchise des Cowboys de Dallas, il est rapidement envoyé chez les Colts de Baltimore (actuellement dénommé Colts d'Indianapolis). Il est ensuite transféré aux Giants de New York avant de terminer sa carrière chez les Jets de New York.
Bien que n'ayant pas la réputation d'avoir une jambe "forte", il a été un kicker réputé chez les Giants de 1986 à 1991. Il gagne avec cette franchise, le Super Bowl XXI et le Super Bowl XXV.

## Biographie
Allegre commence le football américain en 1977 lorsqu'il intègre le lycée (High School) Shelton dans l'état de Washington. Il n'avait jamais pratiqué ce sport s'étant contenté jusque-là de jouer au football (soccer). Avant le début de la saison, l'entraîneur principal de l'équipe de football américain de son école, Jack Stark, lui demande de tenter quelques coups de pied. Il pouvait tirer sur une grande distance mais chaque ballon échouait en dessous de la barre transversale. Stark lui demande alors de tenter de faire passer le ballon au-dessus de la barre et il réussit brillamment. Allegre intègre l'équipe et effectuera au cours de la saison toutes les conversions de touchdown, field goal et coups d'envoi de son équipe. Il va battre tous les records de l'équipe de Shelton cette saison-là.
L'équipe de Shelton n'ayant pas une grande renommée, son entraîneur va le filmer lorsqu'il botte de longs coups de pied. Il va envoyer la cassette à l'Université du Montana laquelle va lui offrir une bourse d'études. Allegre intègre ensuite l'Université du Texas à Austin où il obtient un baccalauréat en génie civil. Il y jouera au niveau universitaire (NCAA) pour les Longhorns du Texas.
En 1983, il sera signé comme joueur "non drafté" par les Cowboys de Dallas pour évoluer en NFL mais sera transféré rapidement la même année vers les Colts de Baltimore en échange d'un neuvième tour de draft. En fin de saison 1985, Allegre est sélectionné pour le Pro Bowl mais il est libéré très tôt la saison suivante.
Le kicker des Giants de New York, Ali Haji-Sheikh (en), se blesse au cours de la saison 1986. La franchise lui cherche un remplaçant. Ils reçoivent Allegre qui, après avoir transformé un botté de 57 yards, parvient à convaincre l'entraîneur Bill Parcells de le signer. Néanmoins, avant de signer, Allegre désire obtenir l'avis de son agent. Parcells change alors d'avis et engage le kicker Joe Cooper (en). Après trois matchs assez décevants, Parcells recontacte Allegre et l'engage. Allegre inscrira plusieurs field goal victorieux pendant plusieurs semaines consécutives en milieu de saison participant ainsi activement à la qualification de son équipe pour le Super Bowl XXI. C'est lui qui donnera le coup d'envoi du match. À cause d'une blessure fin septembre 1990, il ne jouera pas le Super Bowl XXV ayant été remplacé par Matt Bahr.
La saison suivante, après avoir joué contre les Redskins de Washington, Allegre est remercié et signé par les Jets de New York. Lors du dernier match de saison régulière en déplacement contre les Dolphins de Miami, il parvient à inscrire le field goal égalisateur et le field goal gagnant en prolongation. Cette victoire permet aux Jets d'accéder aux playoffs (défaite en wild card contre les Oilers de Houston 17 à 10). Lors du camp d'entraînement de la saison suivante, il perd sa place dans l'effectif principal des Jets au profit de Jason Staurovsky (en). Il décide d'arrêter sa carrière à la suite d'une blessure au dos.
Au cours de ses neuf saisons en NFL, Allegre a inscrit 137 FG (sur 186 tentés) et 183 conversions de TD. Il a donc inscrit un total de 594 points. Il faut noter qu'aucun de ses coups de pied n'aura été bloqué.
Après sa retraite, Allegre retourne à l'université du Texas pour obtenir une maîtrise en administration des affaires. Il est ensuite contacté par la société NFL Films (en) pour participer à un show diffusé en langue espagnole destiné à tester le marché latino-américain. Allegre se verra par la suite proposer une participation au show d'avant match des Cowboys de Dallas. Il travaille actuellement en compagnie d'Álvaro Martín (en) comme consultant sportif lors du Monday Night Football sur la chaîne ESPN Latin America. Il fait régulièrement quelques apparitions sur le chaîne « NFL32 » et contribue également à d'autres programmes sur la chaîne ESPN.

## Statistiques
| Année       | Équipe             | Statut      | MJ |        | Field goals | Field goals | Field goals | Field goals |         | Extra Points | Extra Points | Extra Points |
| Année       | Équipe             | Statut      | MJ | Tentés | Réussis     | %           | Long        | Tentés      | Réussis | %            |              |              |
| 1981        | Longhorns du Texas | Jr.         | 11 | 25     | 15          | 60,0        | ?           | 27          | 25      | 92,6         |              |              |
| 1982        | Longhorns du Texas | Sr.         | 11 | 20     | 12          | 60,0        | ?           | 42          | 41      | 97,6         |              |              |
| Totaux NCAA | Totaux NCAA        | Totaux NCAA | 22 | 45     | 27          | 60,0        | ?           | 69          | 66      | 95,7         |              |              |

| Année         | Équipe               | MJ |        | Field goals | Field goals | Field goals | Field goals |         | Extra Points | Extra Points | Extra Points |    | Kick off | Kick off | Kick off |
| Année         | Équipe               | MJ | Tentés | Réussis     | %           | Long        | Tentés      | Réussis | %            | Tentés       | Moy.         | TB |          |          |          |
| 1983          | Ravens de Baltimore  | 16 | 35     | 30          | 85,7        | 55          | 24          | 22      | 91,7         | -            | -            | -  |          |          |          |
| 1984          | Colts d'Indianapolis | 12 | 18     | 11          | 61,1        | 54          | 14          | 14      | 100          | -            | -            | -  |          |          |          |
| 1985          | Colts d'Indianapolis | 16 | 26     | 16          | 61,5        | 41          | 39          | 36      | 92,3         | -            | -            | -  |          |          |          |
| 1986          | Giants de New York   | 13 | 32     | 24          | 75,0        | 46          | 33          | 33      | 100          | -            | -            | -  |          |          |          |
| 1987          | Giants de New York   | 12 | 27     | 17          | 63,0        | 53          | 26          | 25      | 96,2         | -            | -            | -  |          |          |          |
| 1988          | Giants de New York   | 06 | 11     | 10          | 90,9        | 48          | 14          | 14      | 100          | -            | -            | -  |          |          |          |
| 1989          | Giants de New York   | 10 | 26     | 20          | 76,9        | 52          | 24          | 23      | 95,8         | -            | -            | -  |          |          |          |
| 1990          | Giants de New York   | 03 | 05     | 04          | 80,0        | 46          | 09          | 09      | 100          | -            | -            | -  |          |          |          |
| 1991          | Giants de New York   | 03 | 02     | 02          | 100         | 0           | 05          | 05      | 100          | 10           | 614          | 1  |          |          |          |
| 1991          | Jets de New York     | 01 | 04     | 03          | 75,0        | 0           | 02          | 02      | 100          | -            | -            | -  |          |          |          |
| Totaux Ravens | Totaux Ravens        | 16 | 035    | 030         | 85,7        | 55          | 024         | 022     | 91,7         | -            | -            | -  |          |          |          |
| Totaux Colts  | Totaux Colts         | 28 | 044    | 027         | 61,3        | 95          | 053         | 050     | 96,1         | -            | -            | -  |          |          |          |
| Totaux Giants | Totaux Giants        | 47 | 103    | 077         | 74,8        | 63          | 111         | 109     | 98,2         | 10           | 614          | 1  |          |          |          |
| Totaux NFL    | Totaux NFL           | 92 | 186    | 137         | 73,7        | 55          | 190         | 183     | 96,3         | 10           | 614          | 1  |          |          |          |

| Année                | Équipe               | MJ |        | Field goals | Field goals | Field goals | Field goals |         | Extra Points | Extra Points | Extra Points |
| Année                | Équipe               | MJ | Tentés | Réussis     | %           | Long        | Tentés      | Réussis | %            |              |              |
| 1986                 | Giants de New York   | 3  | 2      | 2           | 100         | 47          | 14          | 13      | 092          |              |              |
| 1989                 | Giants de New York   | 1  | 2      | 2           | 100         | 41          | 01          | 01      | 100          |              |              |
| 1991                 | Giants de New York   | 1  | 1      | 1           | 100         | 33          | 01          | 01      | 100          |              |              |
| Totaux NFL et Giants | Totaux NFL et Giants | 5  | 5      | 5           | 100         | 47          | 16          | 15      | 93           |              |              |